# Paul Ryan (guitariste)
Pour les articles homonymes, voir Paul Ryan (homonymie) et Ryan.
Paul Ryan est agent musical britannique et premier guitariste du groupe black metal Cradle of Filth ; il est le frère de Benjamin Ryan.

## Biographie
Ses premiers pas dans le monde de l'industrie musical ont été en tant que guitariste pour le groupe gothique/black metal Cradle of Filth, au côté de son frère Benjamin Ryan et d'un copain d'école Daniel Davey (a.k.a. Dani Filth). Paul a joué au sein de Cradle of Filth depuis sa création en 1991 jusqu'à la signature du groupe chez le label Cacophonous Records en 1993. On le retrouve sur toutes les démos du groupe, leur ‘album perdu’ "Goetia" et l'album The Principle of Evil Made Flesh. Après l'enregistrement du successeur de The Principle of Evil Made Flesh à savoir Dusk and Her Embrace en 1995 (initialement prévue pour sortir en 1995 chez Cacophonous record, la première version de l'album sera remixée avec un nouveau line up en janvier et février 96 pour sortir dans la foulée de Vempire en 1996 chez Music For Nation), Paul et son frère Benjamin accompagné du guitariste Paul Allender quittent Cradle of Filth pour former The Blood Divine en 1995. The Blood Divine a enregistré deux albums chez Peaceville records et a tourné pendant trois ans avant de spliter en 1998.
Paul Ryan est par la suite devenu promoteur de concert et s'est vu offrir un poste chez « The Mean Fiddler Group ». Au bout de deux ans de collaboration, il a été approché par « The Agency Group » et est devenu agent. Paul travaille encore pour cette agence et représente la plupart des légendes du metal Ace Frehley (Kiss), Biohazard et Cannibal Corpse)  et de nombreux groupes de la scène heavy metal actuelle comme Trivium, Bullet for my Valentine, Lamb of God ou encore Rise To Remain)

## Discographie

### Cradle of Filth
- Invoking the Unclean (démo, 1992)
- Orgiastic Pleasures Foul (démo, 1992)
- The Black Goddess Rises (démo, 1992)
- A pungent and sexual miasma (split avec le groupe Malediction, 1992)
- Goetia (1992) (album jamais édité)
- Total Fucking Darkness (démo, 1992)
- The Principle of Evil Made Flesh (album, 1994)

Remarque : la moitié des titres l'EP Vempire or Dark Faerytales in Phallustein et Dusk... and Her Embrace ont été composés avec Paul Ryan à la guitare bien qu'il ne soit pas crédit sur ces deux opus.

### The Blood Divine
- Cassette promo (Demo, 1996)
- Awaken (album, 1996)
- Mystica (album, 1997)
- Rise Pantheon Dreams (Compilation, 2002)